# قصب السكر الهلدبراندي
قصب السكر الهلدبراندي (الاسم العلمي:Saccharum hildebrandtii) هو نوع من النباتات يتبع جنس قصب السكر من الفصيلة النجيلية.